# Gerhard Delling (Theologe)

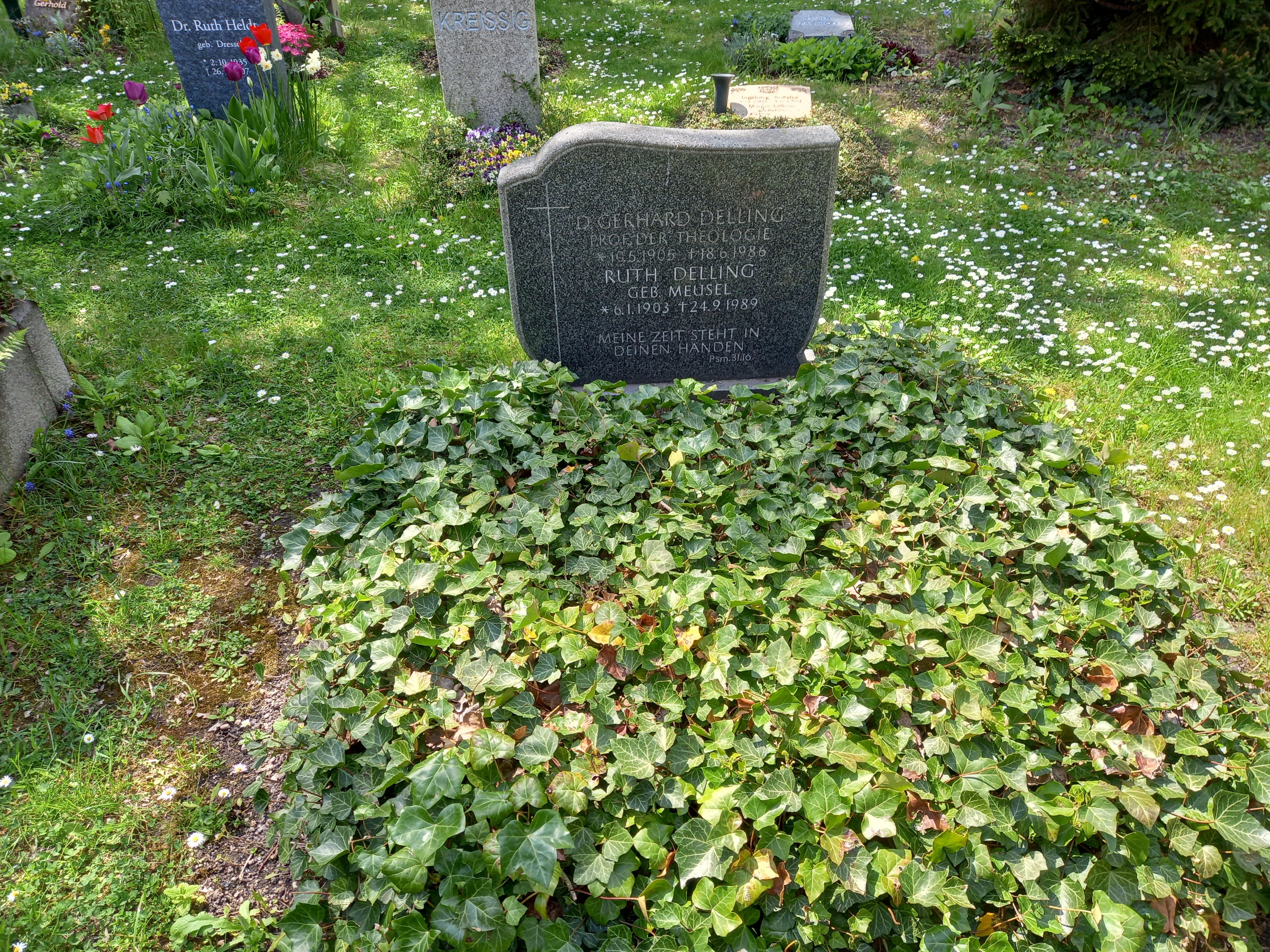
Das Grab von Gerhard Delling und seiner Ehefrau Ruth geborene Meusel auf dem evangelischen Laurentiusfriedhof in Halle

Gerhard Delling (* 10. Mai 1905 in Ossa; † 18. Juni 1986 in Halle (Saale)) war ein deutscher Theologe und Hochschullehrer.

## Leben
Delling besuchte nach der Volksschule in Ossa das Staatsgymnasium in Chemnitz, wo er 1924 die Reifeprüfung ablegte. Anschließend studierte er Evangelische Theologie an den Universitäten Erlangen, Berlin und Leipzig. Im Jahre 1928 legte er die erste theologische Prüfung ab, 1929 erhielt er eine Assistentenstelle an der Universität Tübingen. Delling promovierte im Oktober 1931 mit der Dissertation Paulus’ Stellung zu Frau und Ehe zum Lizentiat der Theologie.
Von 1932 bis 1940 hatte er verschiedene Pfarrstellen in Leipzig, Glauchau und wieder Leipzig inne. Im Jahre 1939 erklärte er seine Mitarbeit am Institut zur Erforschung und Beseitigung des jüdischen Einflusses auf das deutsche kirchliche Leben. Er leistete Kriegsdienst als Pfarrer und wurde 1941 zum Unteroffizier befördert, dabei mit dem Kriegsverdienstkreuz 2. Klasse und der Ostmedaille ausgezeichnet. Im Jahre 1945 geriet Delling in Dänemark in Kriegsgefangenschaft und wirkte bis 1947 als Seelsorger im Internierungslager Aarhus. Nach seiner Entlassung ging er nach Pommern und erhielt 1947 einen Lehrauftrag an der Ernst-Moritz-Arndt-Universität Greifswald. 1948 habilitierte er sich hier mit der Schrift Gottesdienst im Neuen Testament (gedruckt 1952) für das Fach Neues Testament. Im Jahre 1950 wurde Delling als Professor mit Lehrauftrag an die Martin-Luther-Universität Halle-Wittenberg berufen, 1952 bekam er den vollen Lehrauftrag, die Beförderung zum Professor mit Lehrstuhl für spätantike Religionsgeschichte erfolgte 1953. 1955 erhielt er durch Kurt Aland, dem Leiter der Kommission für spätantike Religionsgeschichte der Deutschen Akademie der Wissenschaften zu Berlin, eine Stelle zur Reorganisation des Corpus Hellenisticum.  1955/56 übernahm Delling eine Gastprofessur an der Universität Leipzig, eine Berufung kam jedoch ebenso wenig zustande wie die von Teilen der Theologischen Fakultät der Humboldt-Universität in den 1960er Jahren gewünschte Versetzung nach Berlin. An der Universität Halle baute Delling das Institut für spätantike Religionsgeschichte auf, dem er seit 1963 als Direktor vorstand. Nach der IV. Hochschulreform wurde Delling 1969 zum ordentlichen Professor ernannt und 1970 emeritiert.
Delling forschte vor allem zur Überlieferungsgeschichte des Neuen Testaments und zum antiken Judentum (Das Zeitverständnis des Neuen Testaments, 1940; Jüdische Lehre und Frömmigkeit in den paralipomena Jeremiae, 1967; gesammelte Aufsätze: Studien zum Neuen Testament und zum hellenistischen Judentum, 1950–1968, 1970; Studien zum Frühjudentum, 1971–1987, 2000). Außerdem gab er Bibliographien zur jüdisch-hellenistischen Forschung heraus und arbeitete am Corpus Hellenisticum Novi Testamenti mit. Die Universität Greifswald verlieh ihm 1964 die Ehrendoktorwürde. 
Delling verstarb am 18. Juni 1986, im Alter von 81 Jahren, in Halle. Er wurde auf dem Laurentiusfriedhof bestattet.

## Schriften
- Ernst Moritz Arndt Heimkehr zum Christusglauben; Berlin 1937
- Jesu Wunder in der Predigt, zumal der alten Evangelien. Besprochen von Lic. Gerhard Delling; hg. von Erich Stange; Dresden, Leipzig, 1940
- Der Gottesdienst im Neuen Testament; Berlin, Göttingen 1952

engl.: Worship in the New Testament; London, Philadelphia 1962
- Die Zueignung des Heils in der Taufe. Eine Untersuchung zum neutestamentlichen „Taufen auf den Namen“; Berlin 1961
- Römer 13, 1–7 innerhalb der Briefe des Neuen Testaments; Berlin 1962
- Die Botschaft des Paulus; Berlin 1965
- Studien zum Neuen Testament und zum hellenistischen Judentum. Gesammelte Aufsätze 1950–1968; hg. von Ferdinand Hahn, Traugott Holtz und Nikolaus Walter; Berlin 1970
- Der Kreuzestod Jesu in der urchristlichen Verkündigung; Berlin 1971
- Wort Gottes und Verkündigung im Neuen Testament; Stuttgart 1971
- Die Bewältigung der Diasporasituation durch das hellenische Judentum; Berlin 1987
- Die Begegnung zwischen Hellenismus und Judentum; in: ANRW II 20,1 (1987), S. 3–39
- Studien zum Frühjudentum. Gesammelte Aufsätze 1971–1987; hg. v. Cilliers Breytenbach und Karl-Wilhelm Niebuhr; Göttingen 2000; ISBN 3-525-53647-X